# 占冠インターチェンジ
占冠インターチェンジ（しむかっぷインターチェンジ）は、北海道勇払郡占冠村字中央にある道東自動車道のインターチェンジ。

## 歴史
- 2009年（平成21年）10月24日：占冠IC - トマムIC間が開通[1]。
- 2011年（平成23年）
  - 9月7日：占冠IC - トマムIC間に占冠PAがオープン[2]。
  - 10月29日：夕張IC - 占冠IC間が開通し、道央圏と道東圏が高速道路で接続された[2]。

## 周辺
- 道の駅自然体感しむかっぷ
- 占冠村役場
- 国設占冠中央スキー場
- 占冠駅（JR北海道・石勝線）

## 接続する道路
- 直接接続
  - 北海道道1172号占冠インター線

- 間接接続
  - 国道237号
  - 北海道道136号夕張新得線

## 隣
E38 道東自動車道
(4) むかわ穂別IC - (5) 占冠IC - 占冠PA - (6) トマムIC